# Prai Bakul (Haharu)
Prai Bakul is een bestuurslaag in het regentschap Oost-Soemba van de provincie Oost-Nusa Tenggara, Indonesië. Prai Bakul telt 699 inwoners (volkstelling 2010).